# Kapohauola
Kapohauola je bila starohavajska plemkinja te poglavarica otoka Mauija i Velikog otoka. Spomenuta je u drevnim legendama te je njezino drugo ime bilo Kualua. Samuel Kamakau ju je spomenuo u svojoj knjizi Tales and Traditions of the People of Old.

## Životopis
Kapohauola je bila sestra princeze Kapohanaupuni od Hila, što znači da su joj roditelji bili kralj Kahokuohua i njegova supruga Hiʻikawaiula. Prema jednoj teoriji, rođena je oko 1503. god. Kapohauola se udala za svog nećaka Kakaea, kralja Mauija. Njihov je sin bio slavni kralj Kahekili I., koji je poznat i kao „Kahekili Veliki”. On je znatno osiromašio svoj otok mnogim vojnim pohodima. Preko njega je Kapohauola bila baka lijepe princeze Keleanohoanaapiapi, koja je glavni lik jednog pojanja te Kawaokaohelea, koji je bio kralj Mauija.
Drugi muž Kapohauole bio je veliki poglavica ʻEhu, sin kralja Kuaiwe. Rodila mu je sina imenom ʻEhunuikaimalino, koji je bio poglavica Kone tijekom vladavine Kauholanuimahua. ʻEhunuikaimalino je oženio Keanu i Opaʻekalani te je imao sina Paulu.